# 武井バーナー
武井バーナー製造株式会社（たけいバーナーせいぞう）は、燃焼器具をはじめアウトドア・キャンプ用品の製造販売を行う企業である。
現在、ガス式が主流のアウトドア用ストーブの分野において灯油を燃料とするストーブ(焜炉)の生産を続けている。
基本的な機構は国内競合メーカーのマナスルと同様に、プリムス・ストーブ（現イワタニ・プリムス）製に代表されるスウェーデン製ポータブルストーブに類似しているが、武井バーナー製のストーブには最廉価のBC-101を除いて燃料タンクにプレヒートバーナー（予熱器）が装備されており、他の液体燃料式ストーブと比較して気化器のプレヒート作業が簡便であるという特徴がある。なお、同社の製品はパープル・ストーブの愛称が冠されている。
なお、武井バーナーは元々は同業他社の新富士バーナーや榮製機などと同様に、ホワイトガソリンを用いるトーチ・ランプの製造から創業した会社であり、パープル・ストーブ同様に予熱器を搭載した速熱トーチ・ランプの名称で知られていたが、2010年代中頃をもってトーチ・ランプの製造販売は終了している。

## 企業概要
- 企業名 - 武井バーナー製造株式会社
- 沿革 - 1928年設立
- 本社所在地 - 東京都葛飾区奥戸 7-2-10

## 主な製品
BC-101
約800gの小型の灯油ストーブ。バーナーヘッドはBC-301と共通で、小型ながらも火力は大きい。
BC-201
BC-101とBC-301の中間の大きさの灯油ストーブで、予熱器を装備していた。現在では製造されていない。
BC-301
約1.2kgの灯油ストーブ。予熱器を装備し、着火所要時間は約80秒である。
BC-501
約1.9kgの灯油ストーブ。連続で約10時間使用できる。予熱器を装備。